# Eulàlia Amorós Solà
Eulàlia (o Maria Eulàlia) Amorós Solà (Reus, 1925 - Barcelona, 3 d'abril del 2020) va ser una pedagoga i poeta catalana. Era germana del també poeta i escriptor Xavier Amorós.
Acabat el batxillerat l'any 1942 va cursar Pedagogia, que va exercir a Reus durant dos cursos a l'Escola de la Mare de Déu de Misericòrdia que dirigia Maria Cortina i Pascual. L'any 1945 va participar en la primera edició del que se'n va dir "maquis de la poesia reusenca", unes trobades excursionistes que es van realitzar entre 1945 i 1946 i que consistien en diversos actes de resistència cultural en indrets solitaris de muntanya com ara la Font Grossa de La Riba, la Vall, un frondós pinar de Montblanc, el Mas de Mont-ravà, a Alcover, o bé en masies properes a la ciutat de Reus, com el mas del doctor Barrufet, on es manifestaven poetes joves que no tenien altre lloc per donar-se a conèixer, com ara Ramon Amigó, Josep Maria Arnavat, Antoni Correig, Ernest Casajuana, Rafael Vilà Barnils i el seu germà Xavier Amorós.
Més tard va anar a Barcelona a estudiar Filosofia i Lletres, i a la Facultat va conèixer Albert Manent, Antoni Comas i Joaquim Molas, amb els quals va establir una bona amistat, i especialment amb Joan Triadú. Amb tots ells va començar una tasca d'activisme cultural. Juntament amb Miquel Porter, va organitzar diverses reunions clandestines amb els estudiants per parlar de la situació cultural del català i l'any 1949 es va involucrar en els primers projectes escrits en llengua catalana establerts des de la mateixa Universitat de Barcelona.
Va publicar poemes seus a la revista clandestina Curial, un projecte de Joan Ferran Cabestany, Antoni Comas, Albert Manent, Joaquim Molas i Miquel Porter, i també va organitzar, juntament amb altres, una Antologia poètica universitària on hi participaven Josep Maria Espinàs, Joan Raventós, Josep Maria Ainaud, Enric Gispert, Francesc Casares i Jordi Cots, entre d'altres, i on també va incloure poemes propis. Aquesta Antologia, va publicar cinc números i el sisè estava en curs d'edició quan la censura el va prohibir. Va participar també en les trobades clandestines d'intel·lectuals que se celebraven a casa de Josep Iglésies, on es presentaven llibres d'autors novells o es feien comunicacions científiques i lectures poètiques i on hi assistia també Salvador Espriu, que li va adreçar una carta el 7 de maig del 1951, on li encomanava la tasca de "continuar la veu de les grans dones del nostre país: vostè ja té des d'ara aquesta obligació".
Més endavant, a Reus, va participar activament amb propostes innovadores a l'Antologia de la poesia reusenca, una publicació dirigida pel doctor Bonaventura Vallespinosa sota l'empara del Centre de Lectura. Però la vida laboral (va començar a donar classes a l'Escola Betània a Barcelona) i el seu matrimoni amb Frederic de Mallol, un prestigiós advocat de qui feia d'ajudant, van estroncar la seva carrera literària.
Ja de gran va emmalaltir d'Alzheimer i va morir finalment a causa de la Pandèmia per coronavirus el 3 d'abril de 2020.